# Rhabdothermincola
Rhabdothermincola es un género de bacterias grampositivas de la familia Iamiaceae. Fue descrito en el año 2021. Su etimología hace referencia a bacteria habitante de fuente termal. Son bacterias aerobias e inmóviles. Catalasa y oxidasa positivas. Se han aislados de sedimentos de agua salada y de fuentes termales. 

## Taxonomía
Actualmente existen 2 especies descritas:
- Rhabdothermincola salaria
- Rhabdothermincola sediminis